# Michie
Michie é uma cidade  localizada no estado norte-americano de Tennessee, no Condado de McNairy.

## Demografia
Segundo o censo norte-americano de 2000, a sua população era de 647 habitantes.
Em 2006, foi estimada uma população de 674, um aumento de 27 (4.2%).

## Geografia
De acordo com o United States Census Bureau tem uma área de
14,4 km², dos quais 14,4 km² cobertos por terra e 0,0 km² cobertos por água. Michie localiza-se a aproximadamente 149 m acima do nível do mar.

## Localidades na vizinhança
O diagrama seguinte representa as localidades num raio de 16 km ao redor de Michie.